# جو غرينجر
جو غرينجر (بالإنجليزية: Jo Grainger)‏ هي مجدفة أمريكية، ولدت في القرن العشرين.

## وصلات خارجية
- جو غرينجر على موقع الاتحاد الدولي للتجديف (الإنجليزية)